# Хафіз-Алі-паша
Хафіз-Алі-паша (*араб. علي باشا, осман. علي پاشا, груз. ალი ფაშა; бл. 1762 — 1807) — 9-й правитель Мамлюцького Ірака в 1802—1807 роках.

## Життєпис
Походив з Картлі або Мігрелії. При народженні звався Йосип. Хлопчиком захоплений і проданий до абхазького мамлюка Мадад-бека. Згодом опинився в мамлюках Сулеймана-паші, де виявив чималий адміністративний хист. Зрештою одружився з донькою останнього.
1796 року призначений каг'єю (заступником паші). Наприкінці 1790-х років очолив диван і став фактичним керівником Іраку через хворобу Сулеймана-паші. 1802 року після смерті того вступив у протистояння з дафтардаром Даудом-пашею, який вимушений був поступити і втратити посади, ставши мулою.
Мусив протистояти Дірійському емірату: 1803 року відбито напад на мітсо Неджеф, а 1806 року на — Хіллу. Ця війна послабила позиції Хафіз-Алі-паші в інших володіннях: почали повстання курди, яких підбурювала Персія. Почалися заворушення серед південноіракських арабських племен. 1807 року Хафіз-Алі-пашу було вбито. Владу перебрав небіж загиблого Кучук Сулейман-паша.